# Bouloukombo
Der Bouloukombo ist ein Berg der Republik Kongo.

## Geographie
Der Berg befindet sich im kongolesischen Departement Niari. Er liegt südlich von Mazinga an der Grenze zur Demokratischen Republik Kongo Er ist von tropischem Regenwald bedeckt.